# Тялк
Тялк (на нидерландски: tjalk) се нарича холандски ветроходен плоскодънен товарен кораб за вътрешни водоеми. Съществуват много негови варианти.
Името е използвано за първи път през 17 век за обозначаване на кораби със заоблена предна част.

## Отличителни белези
- дълъг, тесен и плитък;
- заоблена предна част и заоблено дъно.

С няколко изключения тялковете имат една мачта, косо стъкмяване и плават с помощта на швертове. Правени са от дърво, желязо и по-късно стомана. Често в по-късни години са снабдявани с механични двигатели.
Поради големите разлики във външния вид, изпълнението, произхода и използването си, тялковете често получават по-специфични имена, съдържащи определения, например:
- павилионтялк, поради външния му вид;
- гронингски тялк, по произход.

## Разпространение
Тялкът е често срещан и е използван в района, простиращ се от Балтийско море до Северна Франция и Англия. Той със сигурност е работното добиче и момче за всичко във водния транспорт в Ниските земи през 18 и 19 век. По-големите тялкове са използвани и за крайбрежно плаване.

## В наши дни
В наши дни в Холандия има голям брой предимно железни и стоманени тялкове. С упадъка на търговското ветроходство най-големите тялкове са преобразувани в моторни кораби. По-малките често са разрушавани и корпусът им често е неузнаваемо преобразуван в плаващ дом. През последните няколко десетилетия много плаващи домове са преобразувани обратно в кораби и се използват за забавление или чартърни превози.